# Ludwig Colani
Ludwig Colani (* 5. Dezember 1869 als Ludwig Cohn in Berlin; † 13. Juni 1923 ebenda) war ein deutscher Schauspieler, Regisseur und Theaterleiter mit beachtlicher Karriere beim deutschen Stummfilm der 1910er-Jahre.

## Leben und Wirken
Der geborene Ludwig Cohn, ein Sohn des Kaufmanns Emanuel Cohn und seiner Frau Selma Fuß, begann seine Laufbahn 1890 am Stadttheater von Torgau. Im Jahr darauf ging er als Leiter einer eigenen Wanderbühne auf Tournee. 1892 wurde er im Fach „Heldenliebhaber und Bonvivant“ nach Plauen geholt, 1893 ins schlesische Glogau, 1895 nach Zittau, im Jahr darauf nach Cottbus und 1897 schließlich ins lothringische Metz.
1899 gab Ludwig Colani am Berliner Residenz-Ensemble sein hauptstädtisches Debüt. Nach einer Zwischenstation in Tilsit (1901/02) ging er auf Gastspielreise als Schauspieler und Regisseur. 1905 kehrte er nach Berlin zurück und trat am Adolf-Behle-Ensemble auf. 1906 führte ihn eine Tournee bis nach St. Petersburg. Nachdem er 1907/08 in Forst engagiert gewesen war, wirkte Colani, mittlerweile Träger der Kaiserlich-Türkischen Medaille für Kunst und Wissenschaft, von 1909 bis 1912 am Düsseldorfer Lustspielhaus.
In dieser Zeit stand Ludwig Colani intensiv für Berliner Filmfirmen vor der Kamera. Dennoch blieb er weiterhin dem Theater verbunden. 1915/16 ging er als Oberspielleiter ans Potsdamer Volkstheater Nowawes. Anschließend wurde Colani eingezogen und am Fronttheater an der Westfront eingesetzt.
Kurz nach Kriegsende wirkte er erneut an Berliner Spielstätten wie dem Walhalla-Theater. Ab 1919 durfte er sein Pseudonym Colani auch als bürgerlichen Namen führen. Seine letzte Bühnenverpflichtung führte 1922/23 zu einer Beschäftigung als Inspizient bei der Deutsches Theater in Südamerika A.G. Ludwig Colani starb 1923 in der Irrenanstalt Berlin-Buch.
Colani heiratete 1895 seine Berufskollegin Louise Maas. Die Ehe wurde einen knappen Monat vor seinem Tod geschieden. Sein Sohn war der Schauspieler Victor Colani.

## Filmografie
- 1910: Gräfin Ankarström
- 1911: Leuchtfeuer
- 1911: Karl der Große
- 1912: Der elektrische Funke
- 1912: Der Kampf um das Erbe
- 1912: Fürstenliebe
- 1912: Um fremde Schuld
- 1912: Die Papierspur
- 1912: Die Revolutions-Hochzeit
- 1913: Die Heldin von St. Honorée
- 1913: Joly
- 1913: Kadra Sâfa
- 1913: Alt-Heidelberg, Du feine …
- 1913: Der Thronfolger
- 1913: Die Flammen des Mars
- 1913: Das Töpfchen
- 1913: Eine Nacht im Mädchenpensionat
- 1914: Brandung (auch Co-Regie, Produktion)
- 1919: Der Skandal im Viktoria-Club
- 1919: Lola Montez, 2. Teil: Am Hofe Ludwigs I. von Bayern